# Ninjababy
Ninjababy è un film del 2021 diretto da Yngvild Sve Flikke, tratto dal fumetto Fallteknikk di Inga Sætre.

## Trama
Rakel è una ventiduenne di Oslo col pallino del disegno ma, abbandonati gli studi in quell'ambito, è dedita principalmente a serate a base di alcol, droga e sesso occasionale assieme alla miglior amica Ingrid. Un giorno scopre di essere incinta di sei mesi e mezzo, non potendo dunque abortire, e che il padre non è la sua ultima conquista, l'istruttore di aikido Mos, bensì un perdigiorno le cui doti amatorie gli hanno valso il soprannome di "Minchia Santa" (Pikkjesus). Incerta sul da farsi, Rakel si ritrova a dialogare a lungo con questo suo bambino "ninja", che si manifesta a lei sotto forma di fumetto, mentre medita se darlo in adozione alla sorellastra Mie e si accorge di provare forse qualcosa per Mos.

## Distribuzione
Il film è stato presentato in anteprima il 18 gennaio 2021 al Festival del cinema di Tromsø, venendo distribuito nelle sale cinematografiche norvegesi a partire dal 22 maggio dello stesso anno e in quelle italiane dal 13 ottobre 2022, ad opera di Tucker Film.

## Riconoscimenti
- 2021 - European Film Awards
  - Miglior film commedia
- 2021 - South by Southwest
  - Premio del pubblico
- 2021 - Giffoni Film Festival
  - Miglior film "Generator +18"
- 2021 - Premi Amanda[3][4]
  - Miglior regia a Yngvild Sve Flikke
  - Miglior attrice a Kristine Kujath Thorp
  - Miglior attore non protagonista a Nader Khademi
  - Miglior sceneggiatura a Johan Fasting, Yngvild Sve Flikke e Inga Sætre
  - Migliori effetti visivi a Inga Sætre
  - Candidatura per il miglior film
  - Candidatura per il miglior attore ad Arthur Berning
  - Candidatura per la miglior fotografia a Marianne Bakke
  - Candidatura per il miglior montaggio a Karen Gravås
  - Candidatura per la miglior colonna sonora a Kåre Vestrheim
  - Candidatura per il miglior sonoro a Hugo Ekornes e Gisle Tveito